# Carrington (Dakota del Norte)
Carrington es una ciudad ubicada en el condado de Foster en el estado estadounidense de Dakota del Norte. En el censo de 2010 tenía una población de 2065 habitantes y una densidad poblacional de 377,33 personas por km².

## Geografía
Carrington se encuentra ubicada en las coordenadas 47°27′3″N 99°7′48″O / 47.45083, -99.13000. Según la Oficina del Censo de los Estados Unidos, Carrington tiene una superficie total de 5.47 km², de la cual 5.47 km² corresponden a tierra firme y (0.09%) 0.01 km² es agua.

## Demografía
Según el censo de 2010, había 2065 personas residiendo en Carrington. La densidad de población era de 377,33 hab./km². De los 2065 habitantes, Carrington estaba compuesto por el 98.06% blancos, el 0.15% eran afroamericanos, el 0.73% eran amerindios, el 0.15% eran asiáticos, el 0% eran isleños del Pacífico, el 0.1% eran de otras razas y el 0.82% pertenecían a dos o más razas. Del total de la población el 0.68% eran hispanos o latinos de cualquier raza.